# Lukas (Fernsehserie)
Lukas ist eine Comedy-Serie, die von 1996 bis 2001 im ZDF lief. Die Serie bestand aus fünf Staffeln mit 64 Folgen.

## Die Serie
Protagonist der Serie ist der Berufsschauspieler Lukas Lenz, der zusammen mit seiner Tochter Lisa und seinem Vater Ludwig eine Altbauwohnung in Köln-Nippes bewohnt. Dieser Drei-Generationen-Haushalt bietet reichlich Zündstoff für Situationskomik, Wortwitz und skurrile Situationen. Gedreht wurde die Serie als Bühnenaufzeichnung vor Publikum mit dem Titel „Guten Tag, heute ist Mittwoch ...“

## Personen
Lukas Lenz ist ein kleiner, übergewichtiger Schauspieler, der die Kindersendung „Flora, die fliederfarbene Fledermaus“ moderiert. Da Lukas früh verwitwet ist, muss er seiner Tochter Lisa Vater und Mutter zugleich sein, was nicht so einfach ist, da er selbst nie ganz erwachsen geworden ist. Sein Harmoniebedürfnis und sein Wille, Toleranz in alle Richtungen zu zeigen, führen meistens dazu, dass er in ein Fettnäpfchen nach dem anderen tritt. Lukas wurde von Dirk Bach dargestellt.
Ludwig, Lukas’ Vater, ist ein pensionierter Buchhalter. Nach seiner Scheidung zog er bei Lukas und Lisa ein und versucht seitdem, den Haushalt mit bürokratischer Präzision zu organisieren, was unweigerlich handfesten Krach mit Lukas verursacht. Ludwig wurde von Hansjoachim Krietsch dargestellt.
Lisa ist Lukas’ Tochter. Sie ist in vielen Dingen Lukas’ gutes Gewissen und muss ihn des Öfteren mit Coco und Ludwig wieder auf den Teppich holen, wenn er mal wieder völlig überreagiert. Maria de Bragança spielte Lisa in den ersten drei Staffeln, ab der vierten übernahm Charlotte Bohning die Rolle.
Coco, eigentlich Cornelia Weber, Lukas’ Freundin aus Sandkastenzeiten, gehört fast zum „Hausinventar“, obwohl sie nicht dort wohnt. Coco ist Berufsfotografin, bekennende Lesbe, immer auf der Suche nach der Frau des Lebens und mit Lukas meist ein Herz und eine Seele. Coco wird dargestellt von Katja Bellinghausen.
Frau Hamacher, Lukas’ ständig alkoholisierte Nachbarin, taucht als Running Gag in jeder Folge auf oder wird zumindest namentlich erwähnt. Meist schleicht sie nur flaschenbeladen durch das Treppenhaus und ihr Text besteht nur aus einem gequälten „Morjen!“. Ihr Vorname (Ulrike) wird nie genannt, ist aber in Folge 52 auf einem Scheck zu lesen. Damit tragen Rolle und Darstellerin denselben Namen. (Abgesehen von Folge 23 ist im Abspann jedoch immer der Spitzname der Darstellerin, Uli Hamacher, zu lesen.)

## Auszeichnungen
1996 erhielt Hauptdarsteller Dirk Bach für die Rolle des Lukas den Fernsehpreis Telestar in der Kategorie Bester Darsteller in einer Serie.